# Michael Schrom
Michael Schrom (Ghent, New York, 6 april 1954) is een Amerikaans autocoureur. In 2003 won hij de 24 uur van Daytona.

## Carrière
Schrom maakte in 1999 zijn autosportdebuut in de American Le Mans Series (ALMS), waarin hij in twee races van de GT-klasse en een race van de GTS-klasse reed. In 2000 stapte hij over naar de nieuwe Rolex Sports Car Series, waarin hij in de GTU-klasse voor G&W Motorsports uitkwam en een podiumplaats behaalde. In 2001 stapte hij over naar de GT-klasse, maar bleef hij voor G&W rijden. Ook nam hij voor Schumacher Racing deel aan een race in de GTS-klasse.
In 2002 reed Schrom een dubbel programma in de ALMS en de Rolex Sports Car Series voor het team The Racer's Group. In de ALMS werd hij negende met twee podiumfinishes, terwijl hij in de Sports Car Series drie races in zijn klasse won in de 24 uur van Daytona, de California Speedway en het Circuit Mont-Tremblant. Ook kreeg hij een prijs als de meest succesvolle privécoureur van Porsche ter wereld als de kampioen in de Amerikaanse Porsche Carrera Cup.
In 2003 behaalde Schrom, samen met teameigenaar Kevin Buckler, Timo Bernhard en Jörg Bergmeister de algehele overwinning in de 24 uur van Daytona. Dit was zijn enige zege van het jaar, en tevens zijn enige race in de Sports Car Series. In de ALMS eindigde hij op plaats 37.
Schrom is ook de oprichter van Michael Schrom en Company, een bedrijf dat televisiecommercials maakt.